# Arrangering
Arrangering är en flertydig term för bearbetning eller strukturering av musik. Ofta menas en tolkning i noterad form av något befintligt material, ett arrangemang, ofta förkortat arr. Förkortningen har även ombildats som verb – att arrangera musik kallas i dagligt tal för att arra. En person som gör ett arrangemang kallas arrangör.

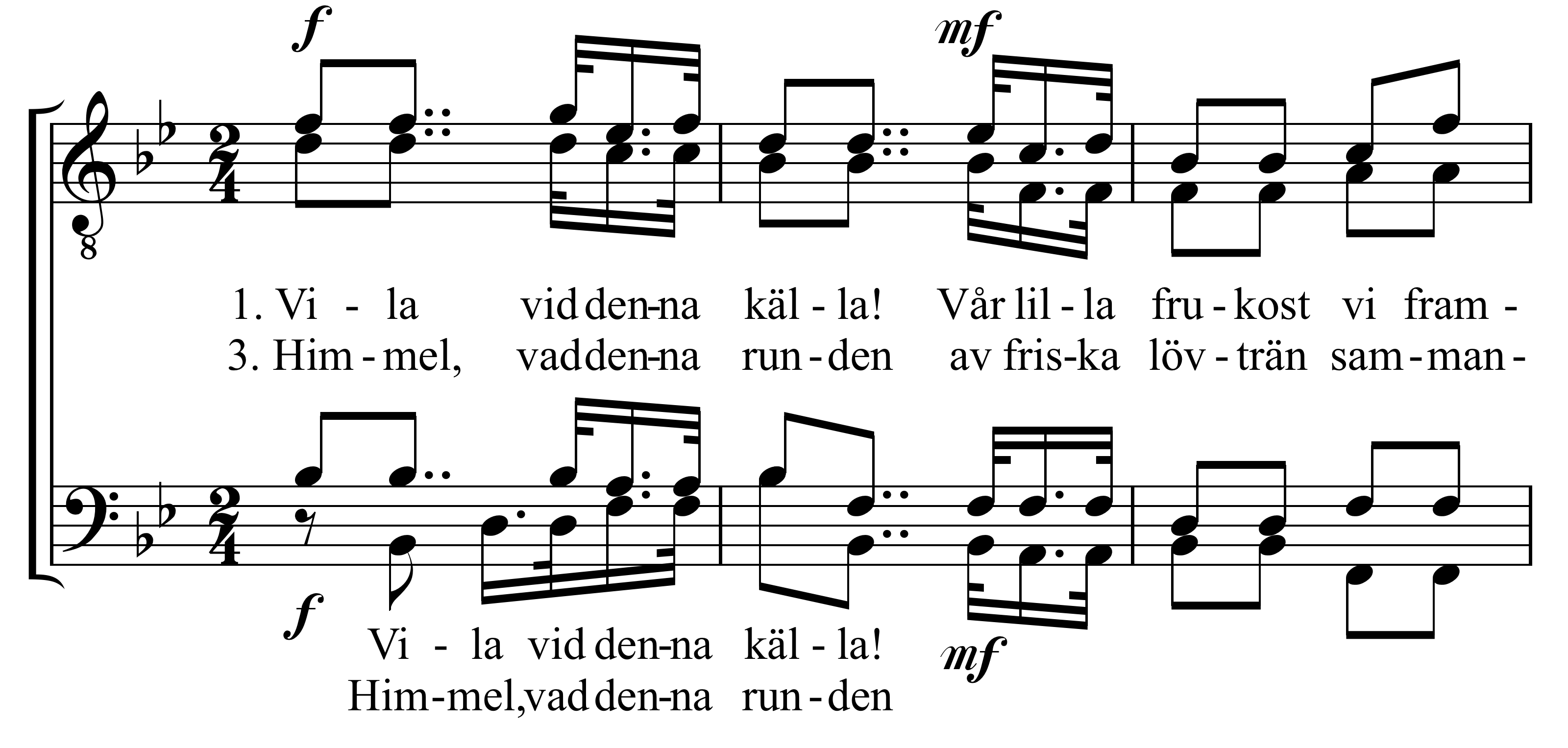
Ett arrangemang för fyrstämmig manskör av sången Vila vid denna källa av Johan Peter Cronhamn.

## Typer av arrangering

### Harmonisering
Harmonisering är konsten att förse enstämmiga melodier med lämpliga ackord, ofta utifrån en viss stil och karaktär. Harmonisering kan allt från vara självklar till intrikat, och inga absoluta lösningar finns. Visor och blues är exempel på stilar med olika karakteristisk harmonik.
Harmonisering är ofta grunden för en sats, eller ett improviserat ackompanjemang. Det senare är vanligt inom jazzen, där man spelar efter ett så kallat lead sheet. Sångböcker består av harmoniserade melodier.

### Sats
En sats eller sättning är en flerstämmig musikstruktur. Den som består av både melodi och harmonier och är homofon eller polyfon. En sats kan ligga till grund för de flesta typer av arrangemang: för piano, kör, orkester med mera. 
De vanligaste typerna av sats är i 3–4 stämmor. Att skriva fyrstämmig sats är ett skolexempel inom all arrangering. Ofta tas stämföringsregler, som ökar variationen och tydligheten i och mellan stämmorna, till hjälp (se även satslära).
Tonsättare använder ofta skissartade satser som kallas particeller.

### Instrumentation
Instrumentation är konsten att fördela flerstämmig musik mellan olika instrument. Den kräver kunskaper om speltekniker, svårighetsgrader, instrumentklang, och hur arbetet går till i en ensemble. Man arbetar nästan alltid noterat. Enkelt instrumentationsarbete innefattar fördelning av melodier, basstämmor, och olika typer av ackompanjemang. Det är också viktigt att ta hänsyn till balans. 
Mer avancerad instrumentation försöker ofta variera klangen och utnyttja alla instrumenten på effektivast möjliga sätt. Även här är stil mycket viktig.

### Vokalarrangemang
Arrangemang för kör grundar sig ofta på flerstämmig sats. Särskild vikt måste läggas vid stämmornas omfång, nyanser, tonernas längd med mera. Man måste också ta hänsyn till texten.

### Orkestrering
Instrumentation för orkester är ett specialfall vad gäller klang och balans. Stämmorna till de olika musikerna skrivs i separata stämnoter, och på separata rader i ett partitur. Dessutom måste stämnoterna transponeras (se transponerande instrument).

### Reduktion
Ibland skrivs musik för större ensembler om för färre instrument, i en så kallad reduktion. Det vanligaste exemplet är klaverutdraget, som är en reduktion av orkestermusik till piano. Klaverutdrag används för övning inom solostycken, körverk och musikteater. Vid reduktion blir det ofta nödvändigt att prioritera bort vissa stämmor.

## Specialfall

### Studioproduktion
Mixning och de gradvisa pålägg som används inom studioproducerad musik är en process som påminner mycket om arrangering i noter. Många populärmusiker och musikproducenter arbetar i noter för vissa typer av effekter, som det klichéartade stråkpålägget eller Phil Spectors Wall of Sound-princip.
På senare år har tekniken delvis suddat ut gränserna, eftersom både notskrivning och inspelning använder sig av datorer, med mycket liknande mjukvara. Program som Logic och ProTools är både inspelnings- och notskrivningsprogram.

### Arrangering versus improvisation
I många fall är gränsen mellan arrangering och improvisation flytande. I såväl folkmusik som rock- eller popband tillämpas mycket flytande arrangeringar, där stora delar av framträdandet lämnas till musikerna själva, och den fasta delen spelas ur minnet.
Vissa ensembler tillverkar både notbunden och improviserad arrangering, exempelvis storband. Arrangering för sådana ensembler kräver extra kunskaper om stil och arbetssätt.

## Utbildning
Arrangeringsämnen är en viktig del av såväl kompositions- som musikerutbildningar. Det finns även specialutbildningar i arrangering.

### Sverige
I Sverige finns på gymnasienivå ämnet Arrangering och Komposition inom det estetiska programmet. På högskolenivå finns en speciell arrangeringsutbildning vid Musikhögskolan i Malmö. Musikhögskolan vid Örebro universitet har påbyggnadsutbildningar i komposition och arrangering på grundnivå och avancerad nivå. 

## Kända arrangörer

### Sverige
- Hugo Alfvén
- Marcus Österdahl
- Sven-Olof Walldoff
- Mats Olsson
- Bengt-Arne Wallin
- Bengt Hallberg
- Lars Samuelsson
- Anders Berglund
- Anders Eljas
- Gunnar Hahn
- Lillebror Söderlundh
- Roger Tallroth
- Kjell Öhman
- Lars-Erik Holgersson
- Jerry Högstedt
- Gunnar Svensson
- Gunnar Lundén-Welden
- Hans Wahlgren

### USA
- David Foster
- Nelson Riddle
- Johnny Mandel
- Henry Mancini
- Don Costa
- Billy May
- Quincy Jones
- Gordon Jenkins